# Frietmuseum

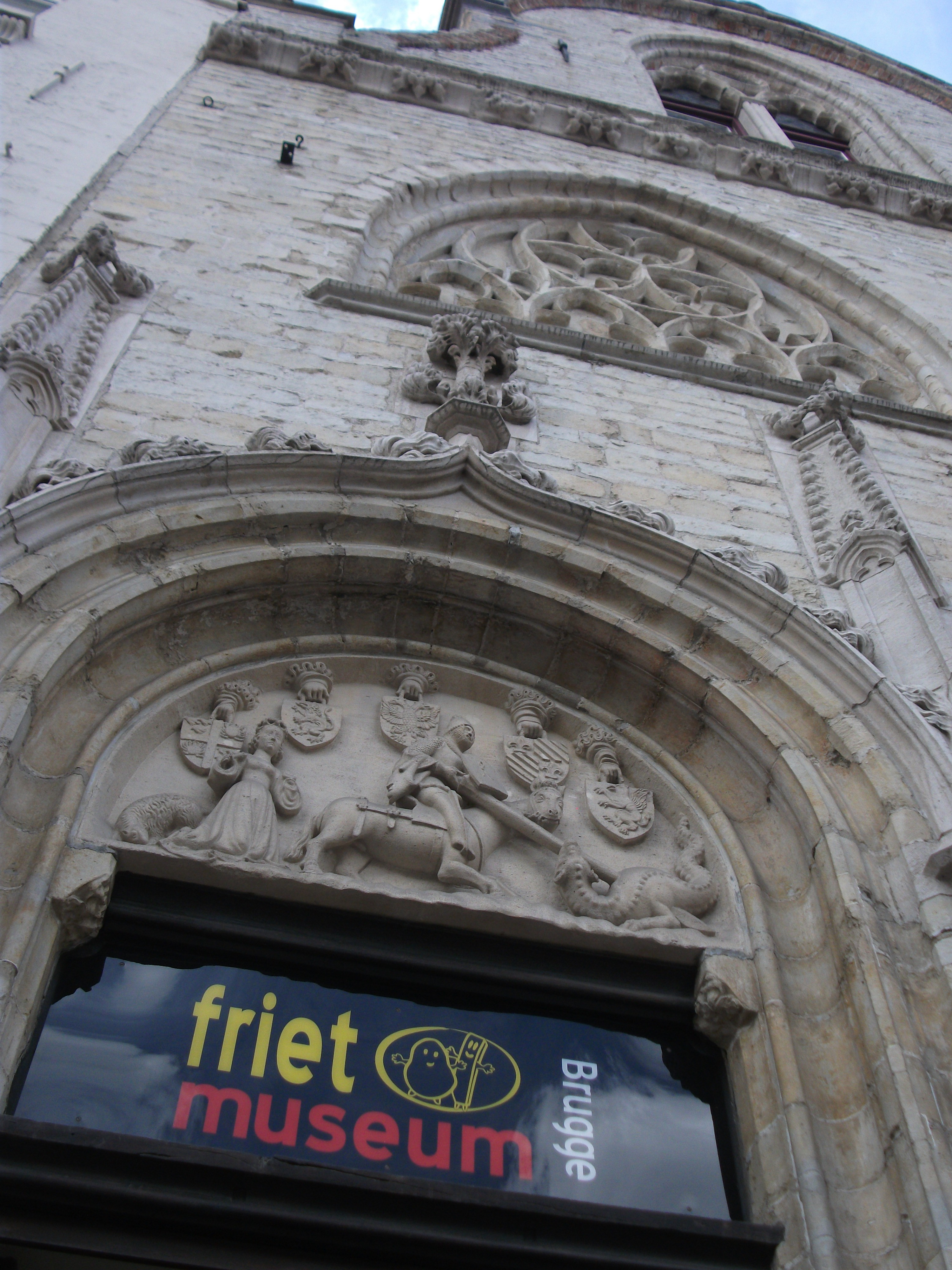
Eingang Frietmuseum

Das Frietmuseum ist ein Kartoffel-Museum im belgischen Brügge. Es befindet sich im historischen Zentrum der Stadt. 

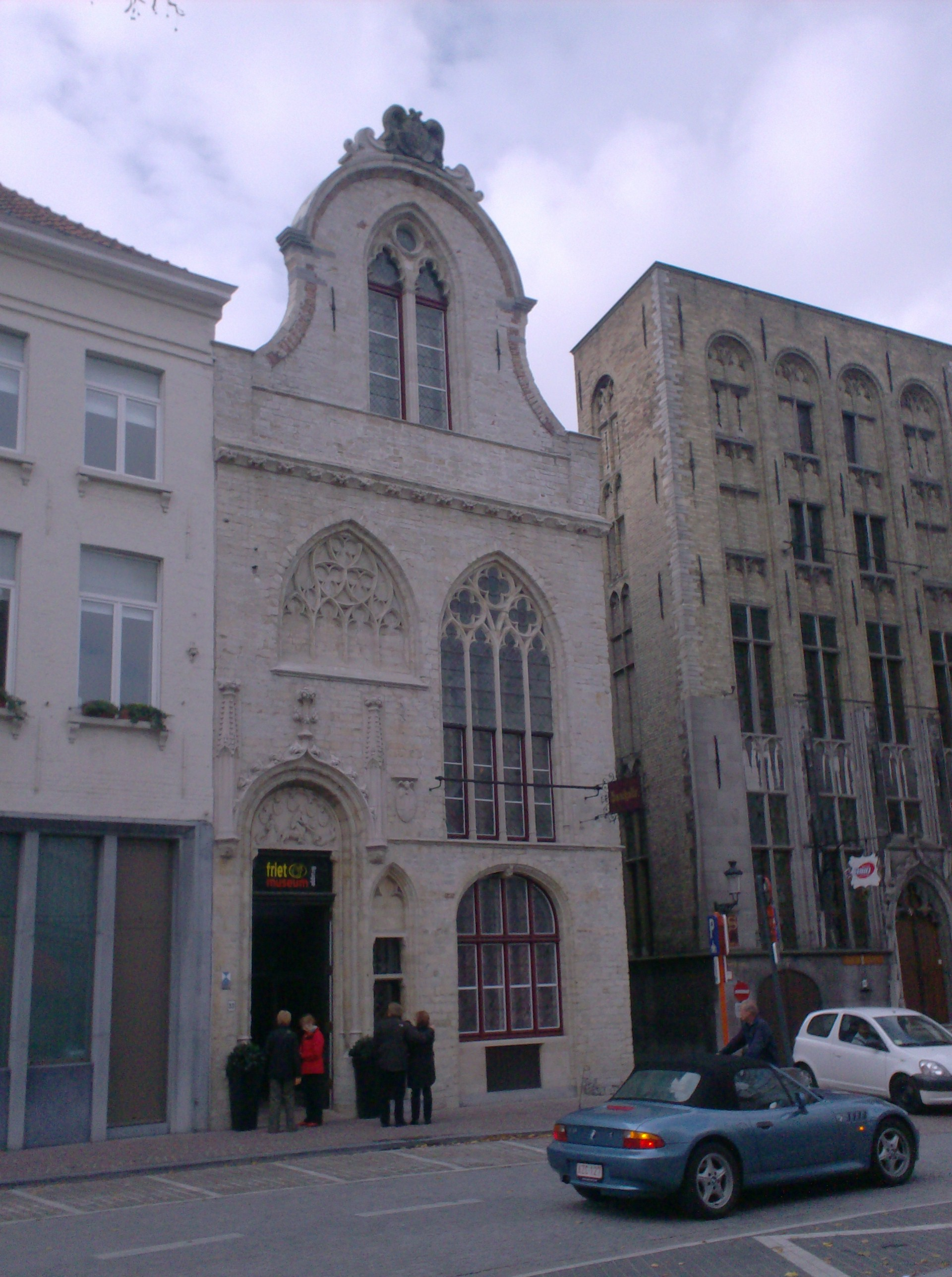
Gebäudeansicht

Das 2008 eröffnete Museum mit drei Etagen wurde in einem historischen denkmalgeschützten Gebäude aus dem Jahre 1399 eingerichtet. Das Gebäude war der Sitz des Seidenhandels der Republik Genua. Es zeigt in der Fassade Fenster mit reichem gotischem Maßwerk, der glockenförmige Giebelumriss stammt offenbar aus der Barockzeit. Das Portal mit hoher Supraporte wird von einem Kielbogen mit Krabben bekrönt und ist von Fialen eingerahmt.
Die Exponate im Erdgeschoss geben die Geschichte der Kartoffel, beginnend 3000 v. Chr. in Peru wieder. Der erste Stock zeigt die Details der Geschichte der Kartoffel, der Pommes frites und deren Ursprung in Belgien. Im Untergeschoss befinden sich ein Café und Sammlungen von Fotografien und Kunstwerken zu historischen Kartoffelschäl- und Chips-Maschinen. Eine Video-Show skizziert, wie man perfekte Frites herstellt.